# Anoplogonius
Anoplogonius is een geslacht van wantsen uit de familie van de Scutelleridae (Pantserwantsen). Het geslacht werd voor het eerst wetenschappelijk beschreven door Carl Stål in 1873.

## Soorten
Het genus is monotypisch en bevat alleen de volgende soort:

- Anoplogonius nigricollis (Signoret, 1858)